# Таємниця Джаджо
«Таємниця Джаджо» — документальний фільм 2009 року для телебачення про інтернування українців урядом Канади під час Першої світової війни. Його продюсером і режисером став Джеймс Мотлюк (зазначений як Джеймс Е. Мотлук)  і транслювався на OMNI TV. 

## Сюжет
Фільм починається з відкриття режисером Мотлюком свідоцтва про умовно-дострокове звільнення, виданого його покійному дідові Еліасу у 1918 році. Намагаючись розкрити правду про те, чому було видано сертифікат, він починає подорож, про яку розповідається у фільмі, спочатку до Су-Сент-Марі, Онтаріо, а потім до Оттави. Він дізнається, що канадський уряд створив законодавство, відоме як Закон про військові заходи, щоб арештувати та інтернувати тисячі українців, яких вони сприймали як ворогів під час війни. Після війни ці в’язні були умовно-достроково звільнені та змушені працювати на примусових роботах у багатьох приватних канадських компаніях на залізниці, у шахтах і навіть на розбудові системи національних парків.  Мотлюк шукає свого власного діда у таборі, розташованому в містечку Капускейсінг на півночі Онтаріо.
Донедавна уряд Канади намагався приховати те, що сталося. Під час виробництва фільму уряд нарешті вибачився перед українською громадою та погодився виплатити компенсацію.  У назві йдеться про діда Мотлюка, якого він назвав би Джаджо, дитяча версія Тато, що українською означає батько.

## Критичний прийом
Фільм отримав багато схвальних відгуків після свого дебюту на OMNI TV у червні 2009 року. У 2011 році його запросили на показ у Колумбійському університеті  у Нью-Йорку, а згодом в Українському музеї на Мангеттені.